# Fritz Oberdorf
Friedrich „Fritz“ Oberdorf (* 30. Mai 1898 in Gerchsheim; † 15. Juli 1976 in Bernburg (Saale)) war ein deutscher Agrarwissenschaftler, Pionier der Pflanzenzüchtung und Professor für Agrarwissenschaft sowie Direktor des Zentralinstituts für Pflanzenzüchtung Bernburg und Gründungs-Rektor der Hochschule für Landwirtschaft Bernburg.

## Leben
Fritz Oberdorf wurde im Jahre 1898 als Bauernsohn im nördlichsten Teil von Baden bei Tauberbischofsheim geboren. 1899 kaufte sein Vater in Schauerheim (Mittelfranken) eine neue Bauernstelle. Oberdorf  besuchte hier die Volksschule und arbeitete ab 1912 in der elterlichen Landwirtschaft mit. Im Winterhalbjahr 1912/13 besuchte er die Landwirtschaftsschule in Neustadt (Aisch) und 1913/14 die Oberklasse der Ackerbauschule in Triesdorf bei Ansbach. Es folgten zwei Jahre als Volontär in Irlbach und bei Georg Heil in Gelchsheim  bei Ochsenfurt (Unterfranken), danach wurde er 1917 zum Heeresdienst eingezogen.
Nach dem Ende des Ersten Weltkrieges begann seine Tätigkeit in der praktischen Pflanzenzüchtung als Saatzucht-Techniker:
- 1919–20 Saatzuchttechniker bei der Pflug Saatzucht in Baltersbach (Saarland)
- 1921–1925 in Überglase auf der Ostseeinsel Rügen
- 1925–31 Leiter der Pflanzenzuchtstation der Peragis GmbH in Ahrensburg bei Hamburg
- 1931–1936 Technischer Leiter der Pflanzenzuchtstation der Peragis GmbH in Puchow bei Penzlin/Mecklenburg (Sommerweizen und Felderbsen)
- 1936–1940 Leiter der Getreidezüchtung im neuen Stammsitz der Peragis GmbH in Klein Wanzleben (Magdeburger Börde)

Nach dem Zukauf der Pflug-Baltersbacher Saatzucht (1924) hatte die Fa. Rabbethge & Giesecke aus Klein Wanzleben – bisheriger Schwerpunkt Zuckerrübensamenzucht – neue Kulturarten einbezogen und dazu die Peragis GmbH gegründet, die mehrere Zuchtstationen deutschlandweit unterhielt und im Firmennamen die drei Gründerfamilien enthielt.
In den Kriegsjahren 1940 legte Oberdorf die ab 1938 mögliche Sonderreifeprüfung für Absolventen von Höheren Ackerbauschulen ab, studierte anschließend Landwirtschaft an der Universität Berlin, schloss 1942 mit dem Diplomexamen und 1943 mit der Promotion zum Dr. agr. ab, Titel der Dissertation: „Wirtschaftliche Auswirkungen und Maßnahmen zur Bekämpfung der Bodenerosion im Moränengebiet Norddeutschlands“. Danach wurde er Hauptsaatzuchtleiter der Peragis GmbH in Klein Wanzleben. Nach dem Kriegsende 1945 blieb Oberdorf zunächst Saatzuchtleiter in Klein Wanzleben. Das ehemalige Privatgut unterstellte man durch die Bodenreform als Landesgut der Deutschen Saatzuchtgesellschaft (DSG).
1949 wurde Oberdorf als Direktor des aus der Anhaltischen Landwirtschaftlichen Versuchsstation gebildeten Instituts für Pflanzenzüchtung nach Bernburg berufen, das man ab 1952 der neu gegründeten Deutschen Akademie der Landwirtschaftswissenschaften zu Berlin (DAL) zuordnete und nach Bernburg-Strenzfeld verlegte. Er leitete es bis 1963 und entwickelte es zum Zentralinstitut für Pflanzenzüchtung. Hier standen Futterpflanzen im Mittelpunkt seiner Forschungstätigkeit.
Von 1951 bis 1960 war Oberdorf Professor mit Lehrauftrag für Agrobiologie an der Landwirtschaftlich-Gärtnerischen Fakultät der Universität Leipzig. 1955 erfolgte hier die Habilitation (Dr. agr. habil.). Als Habilitationsschrift galt seine Veröffentlichung von 1953 „Wirtschaftliche Pflanzengemeinschaften im Ackerbau“. 1960 wurde Oberdorf zum Professor mit Lehrstuhl für Grünland- und Feldfutterbau und zum Leiter des neu gebildeten gleichnamigen Instituts an der Landwirtschaftlich-Gärtnerischen Fakultät der Universität Leipzig berufen. Diese Aufgaben erfüllt er bis September 1862. Insgesamt betreute er in Leipzig zehn Dissertationen und zwei Habilitationen.
1961 erfolgte seine Berufung als Gründungs-Rektor der neu gebildeten Hochschule für Landwirtschaft Bernburg. Diese entstand aus der Übernahme und Bündelung der Aufgaben der bisherigen Institute für Agrarökonomie in Bornim bei Potsdam, für Agronomie in Neugattersleben bei Bernburg und für Zootechnik in Güstrow-Schabernack. Oberdorf war zugleich von 1961 bis 1963  Professor mit Lehrstuhl für  Pflanzenzüchtung und wurde 1966 als Rektor emeritiert.
Nach der deutschen Wiedervereinigung wurde die Hochschule für Landwirtschaft Bernburg zusammen mit Hochschulen in Köthen (Anhalt) und Dessau zur Hochschule Anhalt zusammengeschlossen. Im Hochschulstandort Bernburg wird das Studium in zwei Fachbereichen angeboten: Landwirtschaft, Ökotrophologie und Landschaftsentwicklung sowie Wirtschaft. Etwa 3.000 Studierende nehmen dieses Studium auf dem grünen Campus in Bernburg-Strenzfeld in Anspruch, betreut von über 50 Professoren.
Entsprechend entwickelten sich enge Beziehungen zwischen den wissenschaftlichen Einrichtungen der Landwirtschaft und der früheren Oberschule in den 1950er Jahren über die Erweiterte Oberschule bis hin zum heutigen Gymnasium Carolinum Bernburg.

## Schwerpunkte als Pflanzenzüchter
- Bei Peragis, der DSG und DAL: Züchtung und Vermehrung von Getreide und Hülsenfrüchten: Sommergerste (Peragis, Elsa), Wintergerste (Peragis 12, Kleinwanzlebener Rekord, Jutta), Sommerweizen (Garant, Capega), Hafer (Kleinwanzlebener Intensiv, Universal, Omeko, Bördeweiß); Felderbse (Peragis), Trockenspeiseerbse (Kleinwanzlebener Erfolg), Trockenspeisebohne (Bauernfreude).
- Nach dem Ende des 2. Weltkrieges setzte er sich für die Erhaltung von Zuchtstätten und Zuchtmaterial und den Neuaufbau einer leistungsfähigen Pflanzenzüchtung im mitteldeutschen Raum ein.
- Bernburg: Getreide (Restsorten); Mais (Strenzfelder, Siloma), Futterroggen (Bernburger), Hanf (Bernburger Einhäusiger), 3 Faserlein, 1 Öllein, 2 Buchweizen, 2 Klee-, 4 Gras 1 Phacelia, 2 Arzneipflanzensorten.

## Würdigung als Wissenschaftler und Hochschullehrer
- Forschungen und Veröffentlichungen zu Pflanzengemeinschaften im Ackerbau (Erbsen-Hafer; Sojabohnen in Pflanzengemeinschaften; Konserven-Erbsen und Möhren)
- Akklimatisierung neuer Kulturpflanzen (Mais, Soja, Sonnenblume u. a.)
- Einsatz für die Ausweitung des Maisanbaus in Mitteldeutschland
- Entschiedener Gegner der unwissenschaftlichen Lehren von T. D. Lyssenko (1898–1976).12 Jahre Hochschullehrer an der Universität Leipzig
- Gründung und Leitung der Hochschule für Landwirtschaft Bernburg-Strenzfeld

## Mitgliedschaften und Ehrungen (Auswahl)
- 1952 bis 1966 Ordentliches Mitglied der Deutschen Akademie der Landwirtschaftswissenschaften zu Berlin (DAL).[4]
- Verdienter Züchter
- Theodor-Neubauer-Medaille
- 1951 Nationalpreis der DDR II. Klasse für Wissenschaft und Technik (für die Züchtung neuer Getreidesorten)
- 1954 Vaterländischer Verdienstorden in Silber
- 1964 Erwin-Baur-Medaille der Deutschen Akademie der Landwirtschaftswissenschaften zu Berlin (DAL).
- 1964 Ehrendoktor Dr. agr. h. c. durch die DAL zu Berlin

## Veröffentlichungen (Auswahl)
- Wirtschaftliche Auswirkungen und Maßnahmen zur Bekämpfung der Bodenerosion im Moränengebiet Norddeutschlands. Dissertation, Universität Berlin 1942.
- Lohnender Sojaanbau durch Pflanzengemeinschaften. Nach Anbaumethoden mit dem Lichtschachtverfahren. K. P. Hofmann, Zella/Rhön; Hünfeld/Hessen 1950.
- Wirtschaftliche Pflanzengemeinschaft im Ackerbau. Deutscher Bauernverlag, Berlin 1953. Zugl. Habil.-Schrift Landw. Fak. Univ. Leipzig 1955.
- mit Maximilian Klinkowski und Gustav Könnecke: Der Anbau von Wintergerste. Deutscher Bauernverlag, Berlin 1953.
- Pflanzengemeinschaften und Ertragssteigerung durch indirekte Leistungszüchtung. Hirzel Verlag in Verwaltung, Leipzig 1955.
- mit Asmus Petersen und Erich Mühle: Fragen des Futterbaus. Deutscher Landwirtschaftsverlag, Berlin 1960.
- Rund um den Mais. Verlag Enzyklopädie, Leipzig 1961.
- Probleme der Feldwirtschaft in der sozialistischen Landwirtschaft. Deutscher Landwirtschaftsverlag, Berlin 1961.
- als Chefredakteur: Probleme der Maiszüchtung. Vorträge anlässlich des Symposiums vom 15. bis 18. August 1961 in Bernburg zum zehnjährigen Bestehen der Deutschen Akademie der Landwirtschaftswissenschaften zu Berlin. Veranstaltet vom Institut für Pflanzenzüchtung, Bernburg, der Akademie in Verbindung mit dem Arbeitskreis „Maiszüchtung in den Ländern des Rates für Gegenseitige Wirtschaftshilfe“. Deutsche Akademie der Landwirtschaftswissenschaften, Berlin 1962.